# Úrvalsdeild 1999
La Úrvalsdeild 1999 fu la 88ª edizione della massima serie del campionato di calcio islandese disputata tra il 18 maggio e il 18 settembre 1999 e conclusa con la vittoria del KR, al suo ventunesimo titolo.
Capocannoniere del torneo fu Steingrímur Jóhannesson (ÍBV) con 12 reti.

## Formula
Come nella stagione precedente le squadre partecipanti furono dieci e si incontrarono in un turno di andata e ritorno per un totale di diciotto partite.
Le ultime due classificate retrocedettero in 1. deild karla.
Le squadre qualificate alle coppe europee furono quattro: i campioni alla UEFA Champions League 2000-2001, la seconda e il vincitore della coppa nazionale alla Coppa UEFA 2000-2001 e un'ulteriore squadra alla Coppa Intertoto 2000.

## Squadre partecipanti
| Club       | Città          | Stadio | Posizione 1998     |
| ---------- | -------------- | ------ | ------------------ |
| Víkingur   | Reykjavík      |        | 1. deild           |
| ÍBV        | Vestmannaeyjar |        | Campione d'Islanda |
| Valur      | Reykjavík      |        | 8°                 |
| KR         | Reykjavík      |        | 2°                 |
| Grindavík  | Grindavík      |        | 7°                 |
| Breiðablik | Kópavogur      |        | 1. deild           |
| ÍA         | Akranes        |        | 3°                 |
| Keflavík   | Keflavík       |        | 4°                 |
| Fram       | Reykjavík      |        | 6°                 |
| Leiftur    | Fjallabyggð    |        | 5°                 |

## Classifica finale
|                    | Pos. | Squadra    | Pt | G  | V  | N | P  | GF | GS | DR  |
| ------------------ | ---- | ---------- | -- | -- | -- | - | -- | -- | -- | --- |
| Islanda (bandiera) | 1.   | KR         | 45 | 18 | 14 | 3 | 1  | 43 | 13 | +30 |
|                    | 2.   | ÍBV        | 38 | 18 | 11 | 5 | 2  | 31 | 14 | +17 |
|                    | 3.   | Leiftur    | 26 | 18 | 6  | 8 | 4  | 22 | 26 | -4  |
|                    | 4.   | ÍA         | 24 | 18 | 6  | 6 | 6  | 21 | 21 | 0   |
|                    | 5.   | Breiðablik | 21 | 18 | 5  | 6 | 7  | 22 | 24 | -2  |
|                    | 6.   | Grindavík  | 19 | 18 | 5  | 4 | 9  | 25 | 29 | -4  |
|                    | 7.   | Fram       | 19 | 18 | 4  | 7 | 7  | 23 | 27 | -4  |
|                    | 8.   | Keflavík   | 19 | 18 | 5  | 4 | 9  | 28 | 34 | -6  |
|                    | 9.   | Valur      | 18 | 18 | 4  | 6 | 8  | 28 | 38 | -10 |
|                    | 10.  | Víkingur   | 14 | 18 | 3  | 5 | 10 | 21 | 38 | -17 |

Legenda:

      Campione d'Islanda e ammesso alla UEFA Champions League
      Ammesso alla Coppa UEFA
      Ammesso alla Coppa Intertoto
      Retrocesso in 1. deild karla
Note:

Tre punti a vittoria, uno a pareggio, zero a sconfitta.

### Verdetti
- KR Campione d'Islanda 1999 e qualificato alla UEFA Champions League
- ÍA e ÍBV qualificati alla Coppa UEFA
- Leiftur qualificato alla Coppa Intertoto
- Valur e Víkingur retrocesse in 1. deild karla.